# Metamorphosis (Ulver)
Metamorphosis è il primo EP degli Ulver pubblicato nel 1999.

## Il disco
Proseguendo le sperimentazioni attuate con il quarto album Themes from William Blake's The Marriage of Heaven and Hell, gli Ulver cambiano ancora il loro genere, avvicinandosi sempre di più alla musica elettronica.

## Tracce
1. Of Wolves and Vibrancy – 4:45
2. Gnosis – 7:59
3. Limbo Central (Theme from Perdition City) – 3:36
4. Of Wolves and Withdrawal – 8:55